# Mistrzostwa Azji w Lekkoatletyce 1985
6. Mistrzostwa Azji w lekkoatletyce – zawody lekkoatletyczne rozegrane w trzeciej dekadzie września 1985 w stolicy Indonezji, Dżakarcie

## Rezultaty

### Mężczyźni
| Konkurencja                   | Złoto                                                     | Złoto     | Srebro                | Srebro    | Brąz                    | Brąz      |
| Bieg na 100 m                 | Zheng Chen                                                | 10.28     | Mohammed Purnomo      | 10.33     | Chang Jae-keun          | 10.35     |
| Bieg na 200 m                 | Chang Jae-keun                                            | 20.57     | Mohammed Purnomo      | 21.19     | Li Feng                 | 21.20     |
| Bieg na 400 m                 | Isidro del Prado                                          | 45.61     | Mohamed Amer Al-Malki | 46.45     | Aouf Abdulrahman Yousef | 46.67     |
| Bieg na 800 m                 | Batumalai Rajakumar                                       | 1.47.37   | Charles Borromeo      | 1.47.99   | Ryu Tae-kyung           | 1.48.18   |
| Bieg na 1500 m                | Bagicha Singh                                             | 3.56.85   | Suresh Yadav          | 3.56.90   | Hussein Darwish         | 3.57.07   |
| Bieg na 5000 m                | Kozu Akutsu                                               | 14.22.11  | Haruo Urata           | 14.22.42  | Lee Sang-geun           | 14.23.02  |
| Bieg na 10 000 m              | Zhang Guowei                                              | 29.58.73  | Lee Sang-geun         | 30.10.05  | Vinod Kumar Pokhriyal   | 32.09.62  |
| Maraton                       | Ling Jong-hyen                                            | 2.20.29   | Tomio Sueyoshi        | 2.24.26   | Choe Il-sop             | 2.24.52   |
| Bieg na 110 m przez płotki    | Yu Zhicheng                                               | 13.94     | Masahiko Sugi         | 14.20     | Li Jieqiang             | 14.23     |
| Bieg na 400 m przez płotki    | Ahmed Hamada                                              | 49.88     | Jasem Al-Douwaila     | 50.81     | Hiroshi Kakimori        | 50.85     |
| Bieg na 3000 m z przeszkodami | Shigeyuki Aikyo                                           | 8.46.96   | Hwang Wen-cheng       | 8.47.53   | Shanmugin Pitchaiah     | 8.48.14   |
| Sztafeta 4 x 100 m            | Chiny · Cai Jianming · Yu Zhuanghui · Li Tao · Zheng Chen | 39.34     | Katar                 | 39.81     | Korea Południowa        | 39.85     |
| Sztafeta 4 x 400 m            | Irak                                                      | 3:07.68   | Japonia               | 3:07.92   | Filipiny                | 3:09.95   |
| Chód na 20 km                 | Liu Jianli                                                | 1:26:52   | Chand Ram             | 1:27:20   | Wang Zhicheng           | 1.31.12   |
| Skok wzwyż                    | Shuji Ujino                                               | 2.24      | Takao Sakamoto        | 2.22      | Liu Yunpeng             | 2.22      |
| Skok o tyczce                 | Ji Zebiao                                                 | 5.30      | Toshiyuki Hashioka    | 5.20      | Liang Xueren            | 5.10      |
| Skok w dal                    | Liu Yuhuang                                               | 8.00      | Pang Yan              | 7.95      | Junichi Usui            | 7.72      |
| Trójskok                      | Tian Hongxin                                              | 16.38     | Park Young-jun        | 16.35     | Yasushi Ueta            | 15.96     |
| Pchnięcie kulą                | Balwinder Singh                                           | 17.88     | Gong Yitian           | 17.80     | Bahadur Singh Chouhan   | 17.21     |
| Rzut dyskiem                  | Li Weinan                                                 | 55.30     | Wang Daoming          | 54.62     | Kuldip Singh            | 52.36     |
| Rzut młotem                   | Raghubir Singh Bal                                        | 64.34     | Xie Yingqi            | 63.44     | Walid Saleh Al-Bekhit   | 60.62     |
| Rzut oszczepem                | Pubu Ciren                                                | 76.56     | Kim Sun-yun           | 76.22     | Kazuhiro Mizoguchi      | 74.90     |
| Dziesięciobój                 | Guu Jin-shoei                                             | 7538 pkt. | Lee Fu-an             | 7469 pkt. | Wang Kangqiang          | 7357 pkt. |

### Kobiety
| Konkurencja                | Złoto          | Złoto     | Srebro                 | Srebro    | Brąz                   | Brąz      |
| Bieg na 100 m              | P.T. Usha      | 11.64     | Ratjai Sripet          | 11.95     | Lydia de Vega          | 11.96     |
| Bieg na 200 m              | P.T. Usha      | 23.05     | Reawadee Srithoa       | 23.70     | Vandana Rao            | 23.79     |
| Bieg na 400 m              | P.T. Usha      | 52.62     | Shiny Abraham          | 53.32     | Emma Tahapary          | 55.08     |
| Bieg na 800 m              | Shiny Abraham  | 2.03.16   | Sasithorn Chantanuhong | 2.03.46   | Yang Liuxia            | 2.05.07   |
| bieg na 1500 m             | Yang Liuxia    | 4.19.11   | Choi Ok-soon           | 4.21.62   | Choi Jong-hui          | 4.26.35   |
| Bieg na 3000 m             | Kim Lyong-soon | 9.27.75   | Li Xiuxia              | 9.29.88   | Suman Rawat            | 9.36.97   |
| Bieg na 10 000 m           | Paek Do-jong   | 35:17.35  | Wang Huabi             | 35:35.77  | Kim Myong-hui          | 35:49.33  |
| Maraton                    | Asha Aggarwal  | 2:48:53   | Yuko Gordon            | 2:54:16   | Ki Sun-bok             | 2:57:28   |
| Bieg na 100 m przez płotki | Liu Huajin     | 13.22     | Chen Kemei             | 13.48     | Chen Wen-ying          | 13.59     |
| Bieg na 400 m przez płotki | P.T. Usha      | 56.64     | Manathoor D. Valsamma  | 57.81     | Agrifina de la Cruz    | 59.59     |
| Sztafeta 4 x 100 m         | Tajlandia      | 45.07     | Chiny                  | 45.20     | Indie                  | 45.22     |
| Sztafeta 4 x 400 m         | Indie          | 3:34.10   | Japonia                | 3:39.51   | Chińskie Tajpej        | 3:39.88   |
| Chód na 10 km              | Rian Bingyie   | 50:38.81  | Xiong Yan              | 51:04.66  | Iece Magdalena Siregar | 53:55.46  |
| Skok wzwyż                 | Yang Wenqin    | 1.90      | Ni Xiuling             | 1.90      | Wu Wei-chun            | 1.81      |
| Skok w dal                 | Huang Donghuo  | 6.60      | Liao Wenfen            | 6.57      | Kim Mi-sook            | 6.25      |
| Pchnięcie kulą             | Cong Yuzhen    | 18.36     | Li Meisu               | 17.74     | Han Yun-sook           | 14.12     |
| Rzut dyskiem               | Li Xiaohui     | 58.38     | Yu Hourun              | 51.34     | Ikuko Kitamori         | 50.48     |
| Rzut oszczepem             | Zhu Hongyang   | 56.84     | Wang Jin               | 53.44     | Emi Matsui             | 53.28     |
| Siedmiobój                 | Ye Lianying    | 5319 pkt. | Dong Yuping            | 5198 pkt. | Tung Fung-gao          | 5117 pkt. |

## Klasyfikacja medalowa
| Klasyfikacja medalowa | Klasyfikacja medalowa | Klasyfikacja medalowa | Klasyfikacja medalowa | Klasyfikacja medalowa | Klasyfikacja medalowa |
| --------------------- | --------------------- | --------------------- | --------------------- | --------------------- | --------------------- |
| Miejsce               | Kraj                  |                       |                       |                       |                       |
| 1                     | Chiny                 | 19                    | 15                    | 7                     | 41                    |
| 2                     | Indie                 | 10                    | 5                     | 7                     | 22                    |
| 3                     | Japonia               | 3                     | 7                     | 6                     | 16                    |
| 4                     | Korea Północna        | 3                     | 1                     | 4                     | 8                     |
| 5                     | Korea Południowa      | 1                     | 3                     | 6                     | 10                    |
| 6                     | Tajlandia             | 1                     | 3                     | 0                     | 4                     |
| 7                     | Chińskie Tajpej       | 1                     | 2                     | 4                     | 7                     |
| 8                     | Filipiny              | 1                     | 0                     | 3                     | 4                     |
| 9                     | Irak                  | 1                     | 0                     | 2                     | 3                     |
| 10                    | Malezja               | 1                     | 0                     | 0                     | 1                     |
| 10                    | Bahrajn               | 1                     | 0                     | 0                     | 1                     |
| 12                    | Indonezja             | 0                     | 2                     | 2                     | 4                     |
| 13                    | Kuwejt                | 0                     | 1                     | 1                     | 2                     |
| 14                    | Katar                 | 0                     | 1                     | 0                     | 1                     |
| 14                    | Hongkong              | 0                     | 1                     | 0                     | 1                     |
| 14                    | Oman                  | 0                     | 1                     | 0                     | 1                     |